# Holohalaelurus
Holohalaelurus is een geslacht van Pentanchidae en kent 5 soorten.

## Soorten
- Holohalaelurus favus Human, 2006
- Holohalaelurus grennian Human, 2006
- Holohalaelurus melanostigma (Norman, 1939)
- Holohalaelurus punctatus (Gilchrist, 1914) – Afrikaanse gevlekte kathaai
- Holohalaelurus regani (Gilchrist, 1922) – Isaackathaai